# Nothomiza achromaria
Nothomiza achromaria là một loài bướm đêm trong họ Geometridae.